# ابن القوبع
ركن الدين أبو عبد الله محمد بن محمد بن عبد الرحمن الجعفري المعروف بـابن القَوْبَع (1266م - 5 يوليو 1338م) عالم مسلم وأديب ولغوي تونسي. له اشتغال بالحكمة والطب والتفسير وعاش في نهاية الدولة الحفصية في إفريقية وعصر المملوكي الأول في مصر وبلاد الشام. ولد بتونس وبها نشأ وتعلم. انتقل إلى دمشق سنة 1291 فسمع بها من ابن القواس وغيره ودرّس بالمنكوتمرية وأعاد بالناصرية وغيرها، ودرّس الطب بالمارستان المنصوري. وناب في الحكم بالقاهرة وتوفي بها. له نظم وكتب، منها تفسير سورة ق في مجلد.

## سيرته
هو محمد بن محمد بن عبد الرحمن بن يوسف بن عبد الجليل الجعفري، ركن الدين، أبو عبد الله، ابن القوبع المالكي، ولد في رمضان 664 هـ/ 1266 م في بتونس وبها نشأ وتعلم. وقرأ ببلده على يحيى بن الفرج بن زيتون ومحمد بن عبد الرحمن قاضي تونس وأخذ عن ابن حبيش وابن الدارس. انتقل إلى دمشق سنة 690 فسمع بها من ابن القواس وإبراهيم بن علي الواسطي وأبي الفضل ابن عساكر والخضر بن عبد الرحمن وغيرهم. درّس بالمنكوتمرية وأعاد بالناصرية وغيرها، ودرّس الطب بالمارستان المنصوري. استمر على الاشتغال والأشغال وكان يتردد إلى الناس من غير حاجة إلى أحد ولا سعي في منصب. كتب عنه القطب الحلبي وكان صحيح الذهن مشهوراً بالعلم يفتي على مذهب مالك. ناب في الحكم بالقاهرة وتوفي بها في 17 ذي الحجة 738 هـ / 5 يوليو 1338 م.

## آثاره
له كتب، منها:
- تفسير سورة ق، في مجلد.
- شرح ديوان المتنبي.

وله شعر وله قصيدة يائية طويلة في مديح ابن دقيق العيد. ومن نظمه:

## وصلات خارجية
- في بوابة الشعراء، حمد الحجري